# Сотирис Блецас
Сотирис Блецас (грч. Σωτήρης Μπλέτσας, рођен 1956) је грчки архитекта и активиста за цинцарски језик.

## Биографија
Рођен је 1956. у Грчкој. Године 1995. је на цинцарском фестивалу дистрибуирао материјале Европског бироа за мањинске језике у Грчкој. На иницијативу Хеленског парламента Водена 2001. је оптужен за ширење дезинформација што је у супротности са чланом 191 грчког кривичног закона. Верује се да је иницијативу подржавало руководство Панхеленског савеза културних друштава Влаха. Међутим, Грчки опсерваторијум Хелсинки је критиковао ову иницијативу, као и различити појединци и организације из иностранства који су протествовали. Прво је проглашен кривим и осуђен на петнаест месеци затвора, условну на три године и новчану казну од 500.000 драхми, а након уложене жалбе је проглашен невиним 18. октобра 2001. Радио је као директор у грчком огранку Европског бироа за мањинске језике (EBLUL), основаном јануара 2002. као један од ретких Цинцара који су то успели.